# Aeroporto Internacional Mundo Maya
O Aeroporto Internacional Mundo Maya, anteriormente conhecido como Aeroporto Internacional Anacleto Mazá Castellanos, é o segundo maior aeroporto da Guatemala, depois do Aeroporto Internacional La Aurora. Se encontra a 488 km da cidade da Guatemala, na cidade de Santa Elena, departamento de El Petén o qual serve à área central do departamento. Este aeroporto recebe voos locais de toda a Guatemala, América Central, México e durante algumas épocas do ano dos Estados Unidos. É administrado pela Direção Geral da Aeronáutica Civil Guatemalteca.

## Características
A seguir é descrito as características aeronáuticas disponíveis no Aeroporto Internacional Mundo Maya:
- Muro Perimetral
- Pista de 9842 pés
- Terminal Oeste (Passageiros)
- Terminal Leste (Militar)
- Oficina da Direção Geral de Aeronáutica Civil da Guatemala
- Torre de Controle
- Hangares para aeronaves civis pequenas
- Base da Força Aérea Guatemalteca
- Corpo de Bombeiros
- Estacionamento para 250 veículos

## Processo de Reformulação
No ano de 2006, a DGAC, iniciou uma série de obras de reformulação a fim de ampliar a cobertura dos serviços no aeroporto, especialmente no terminal, pois o fluxo de passageiros, que ronda as 150,000 pessoas ao ano, não cabia nos 2600 m² originais.
O custo da obra foi de 18 milhões de Quetzales (2.25 milhões de dólares) e entre as principais obras é importante a ampliação do terminal Oeste aos 4,500 m², além do melhoramento das condições internas como a divisão dos setores de saídas e embarque, construíram também a estrutura de telhado de 10 m e o maior espaço aos serviços para passageiros. Além disso foi iniciada a ampliação da plataforma, e o acréscimo nas vagas do estacionamento a 250 veículos.

## Linhas Aéreas e Destinos
- TACA
  - Cancún / Aeroporto Internacional de Cancún
  - Cidade da Guatemala / Aeroporto Internacional La Aurora

- Maya Island Air
  - Cidade de Belize / Aeroporto Internacional Philip S. W. Goldson

- Tropic Air
  - Cidade de Belize / Aeroporto Internacional Philip S. W. Goldson

- Transportes Aéreos Guatemaltecos
  - Cidade da Guatemala / Aeroporto Internacional La Aurora
  - Puerto Barrios / Aeroporto de Puerto Barrios